# Stanhopea bueraremensis
Stanhopea bueraremensis är en orkidéart som beskrevs av Marcos Antonio Campacci och Sidney Marçal de Oliveira. Stanhopea bueraremensis ingår i släktet Stanhopea och familjen orkidéer. Inga underarter finns listade i Catalogue of Life.